# Illadopsis albipectus
Illadopsis albipectus là một loài chim trong họ Pellorneidae.